# 西藏自治區經濟
西藏經濟由自給自足的農業為主。由於耕地有限與氣候高寒，牲畜飼養是青藏高原的主要活動。其中有山羊、綿羊，犛牛，毛驢和馬匹。農業在一般河谷以青稞種植為主，在藏南農作物品種較多。在最近幾年已開始演變成一個具有多重結構的經濟，農業和第三產業的發展並排。

## 经济水平
根据西藏自治区人民政府官方数据，2023年西藏自治区全年GDP达到2392.67亿元。中华人民共和国中央人民政府曾表示免除西藏所有的债务和提供西藏各级地方政府财政中90%的收入。但批評者表示北京当局此举是为了剝離西藏的資源，忽略了藏族人民的福利。
西藏自治區主席向巴平措曾表示，從2000年至2006年，西藏的地区生产总值年均增長12%，且在2006年，西藏人均國內生產總值首次達到10000元。但2008年首6個月，西藏因骚乱而导致GDP增长率衰退了近一半。随后几十年间，由于政府对于地区分离主义的严厉打击和大量财政转移支付与大量投资，2020年西藏地区生产总值达到1902.74亿元人民币，相比1951年的1.29亿元按可比价计算增长了321.5倍。

## 政府投资
从2010年开始，西藏自治区人民政府的收支平衡与中国大部分省级人民政府，特别是边疆地区类似，高度依赖中央政府提供的财政转移支付来维持。2014年至2017年的数据显示，西藏自治区人民政府财政收入在两百亿元人民币左右，支出在一千亿元以上。数年来，两者之间的缺口维持在千亿元人民币的规模。
2010年1月18-20日，國務會議宣布對西藏地區的四川，雲南，甘肅和青海等藏族聚居的舉行大量的計劃，以改善該地區的發展。
中国“十三五”时期，中国政府对西藏规划投资了3807亿元，实际落实规划投资3937亿元，

## 各类产业

### 旅游业
近年來，特別是在2006年7月青藏鐵路完工之后，西藏旅遊業迅速擴大。在2006年，西藏接待了250萬遊客，其中包括15萬外國人。
2007年，這一數字上升到約4百萬人次，但在2008年，由于三月到六月期间旅遊區關閉，该年接待人数下降到2,246,400人。
2009年一月到六月间，有超过270万游客到访了西藏，为2008年同期人数的三倍，为当地提供了22.9亿元的收入。
2010年，西藏共接待了685万国内外游客，旅游收入为71.4亿元，占其GDP的14%。
2012年一月到十一月，西藏创纪录的接待了一千万游客，超过了2011年的869万。根据政府数据，有将近30万人受雇于该地区的旅行机构。

### 傳統手工藝品
快速發展帶來了傳統手工藝的復興，很多藏族人今天向遊客出售工藝品和文化產品。地毡與唐卡是重要產品。